# Arbetsmarknadsstyrelsen
Arbetsmarknadsstyrelsen (Ams) var från 1948 till 2007 en svensk chefs- och förvaltningsmyndighet som hade det övergripande ansvaret för det förutvarande Arbetsmarknadsverket. Arbetsmarknadsstyrelsen var den myndighet som ansvarade för de olika insatserna i arbetsmarknadspolitiken. Den regionala myndighetsnivån bestod av de tidigare 20 länsarbetsnämnderna med 325 arbetsförmedlingar och arbetslivstjänster. Det var genom dessa som arbetsmarknadsinsatserna (bland andra arbetslivsutveckling (ALU), utbildningsvikariat, arbetsmarknadsutbildning (A-utb), ungdomspraktik, inskolningsplatser, beredskapsarbete och rekryteringsstöd) genomfördes.
Arbetsmarknadsstyrelsens uppdrag bestod huvudsakligen i att svara för den nationella arbetsmarknadspolitiken, sätta upp mål för denna, fördela budget och sköta om en hel del administrativa tjänster. Bland de senare återfinns upphandlingsverksamheten inom enheten Affärsstöd som förvaltade ett tiotal ramavtal som användes inom det egna verket, samt tre ramavtal som ingick i den statliga inköpssamordningen. AMS Affärsstöd svarade också för ett stort antal enskilda upphandlingar, främst inom tjänstesektorn, för verkets andra enheter. Därtill bedrevs resebyråverksamhet inom AMV Resor i Östersund och arkivdeponering i Söderhamn.
Den 1 januari 2008 övertogs Arbetsmarknadsstyrelsens, Arbetsmarknadsverkets och länsarbetsnämndernas uppgifter av den nyinrättade myndigheten Arbetsförmedlingen.

## Arbetsmarknadsstyrelsen i media
I en granskningsrapport anmärkte Riksrevisionen 2006 på den offentliga arbetsförmedlingen för vad revisorerna fann vara dess låga effektivitet i att förmedla lediga arbeten. Revisionen bedömde att Arbetsmarknadsstyrelsen bland annat borde utvärdera förmedlingsverksamheten mer regelbundet.

## Generaldirektörer för Arbetsmarknadsstyrelsen
| Namn                | Period                                      |
| ------------------- | ------------------------------------------- |
| Erik Lindeberg      | 1948                                        |
| Gustav Vahlberg     | 1948–1957                                   |
| Bertil Olsson       | 1957–1973                                   |
| Bertil Rehnberg     | 1973–1983                                   |
| Allan Larsson       | 1983–1990                                   |
| Göte Bernhardsson   | 1990–1997                                   |
| Bosse Ringholm      | 1997–1999                                   |
| Anders L. Johansson | 1999–2005                                   |
| Bo Bylund           | 2005–2007 Därefter GD i Arbetsförmedlingen. |